# Mahanadi

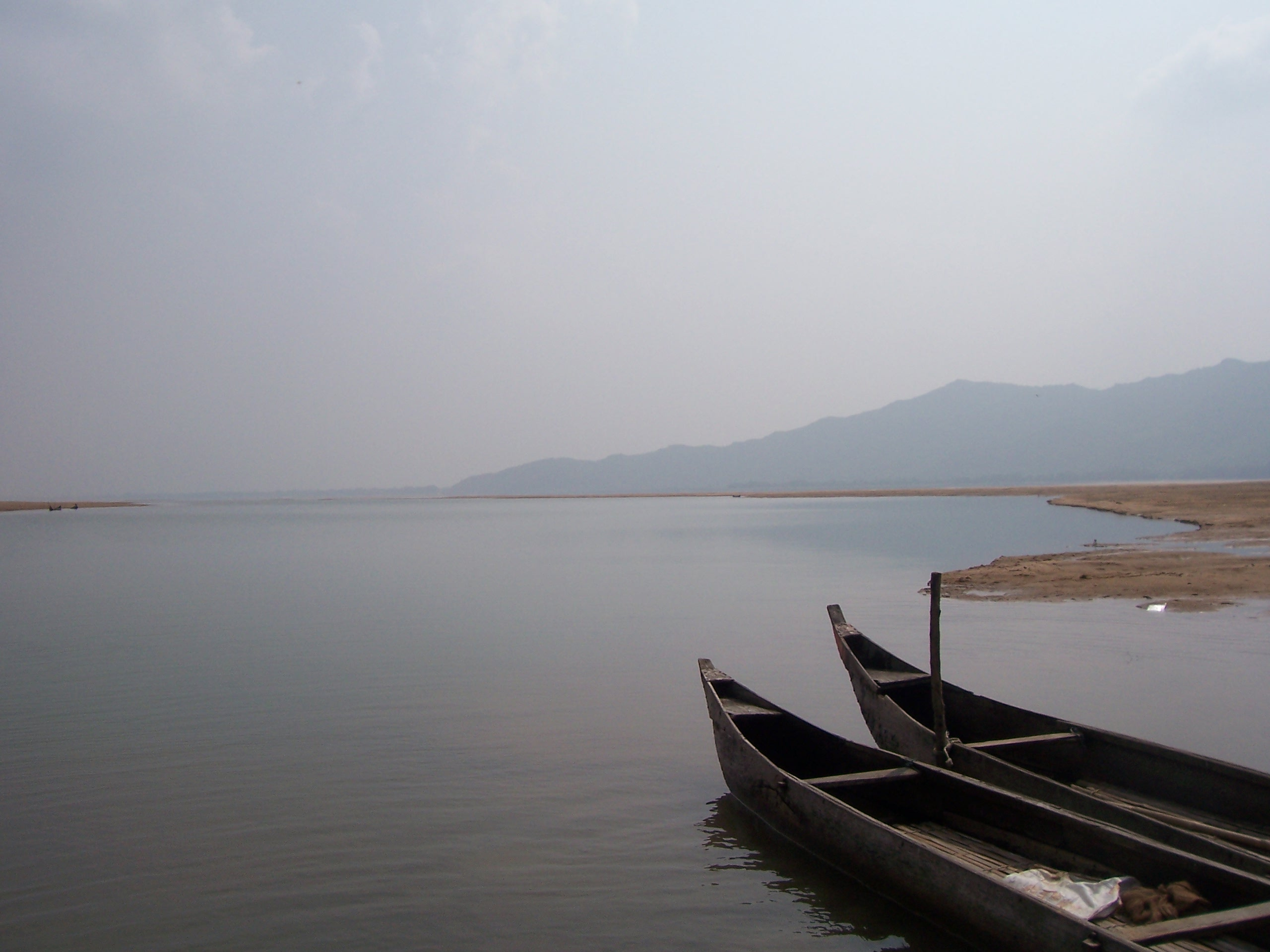
Rzeka Mahanadi w Cuttack

Mahanadi (Mahannadi) – rzeka w północno-wschodniej części Indii. Jej długość wynosi 900 km, a powierzchnia dorzecza ok. 132,1 tys. km². Wypływa z wyżyny Dekan, płynie przez Ghaty Wschodnie i tworzy kanion. Uchodzi do Zatoki Bengalskiej licznymi ramionami, tworząc wraz z Brahmani i Bajtarani deltę o powierzchni blisko 15 tys. km². Jedna z odnóg uchodzi do dużego jeziora lagunowego Czilika.
Jej głównymi dopływami są Siwanath oraz Tel. Płynie m.in. przez Cuttack i Sambalpur. Wykorzystywana jest do nawadniania i produkcji energii elektrycznej. W dolnym biegu żeglowna.